# Edmund Taczanowski

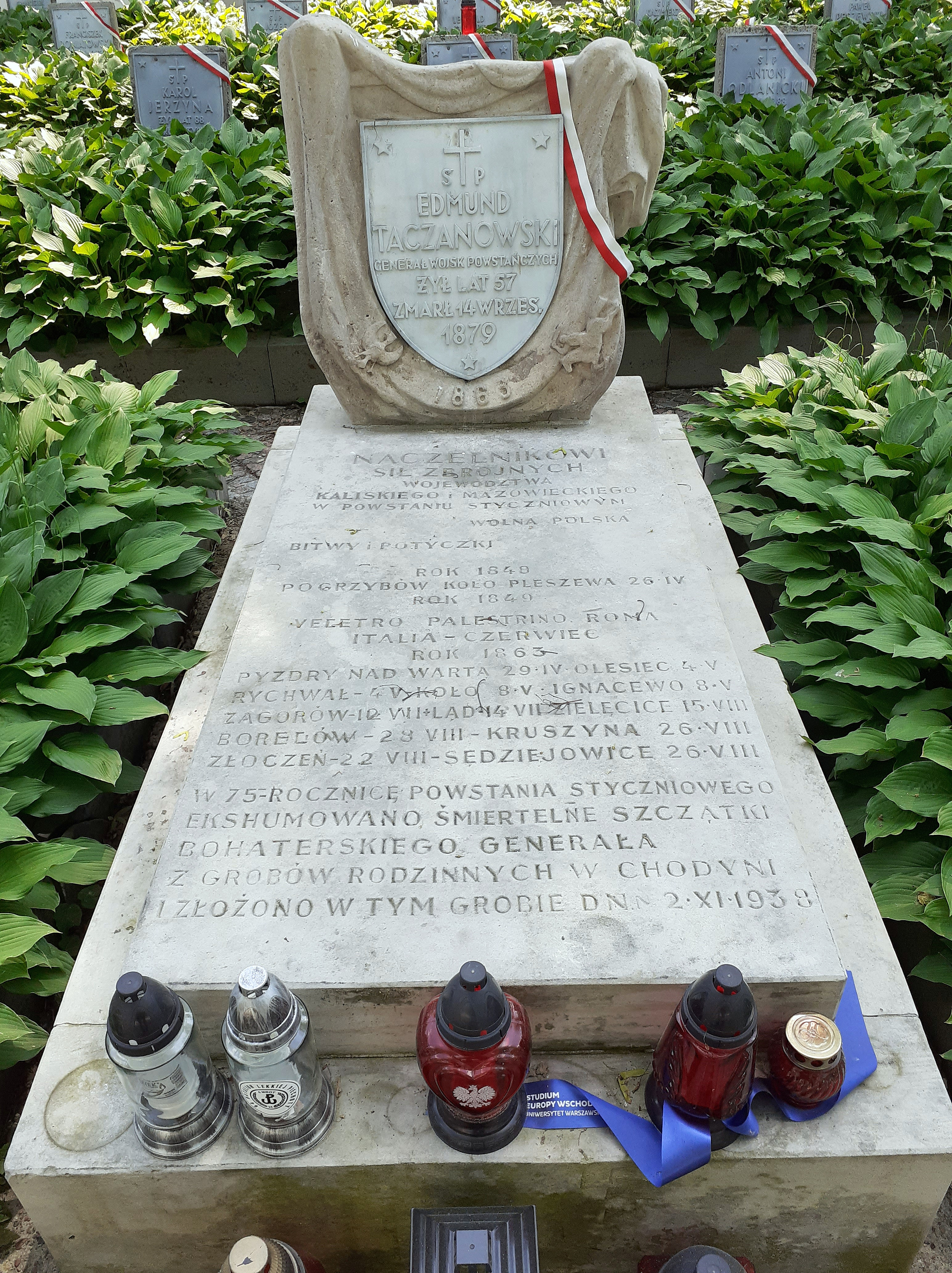
Grób na Cmentarzu Wojskowym na Powązkach w Warszawie (2023)

Edmund Władysław Maksymilian Taczanowski (ur. 23 listopada 1822 w Wieczynie, zm. 14 września 1879 w Choryni) – polski generał, dowódca powstańczy i naczelnik wojenny województwa kaliskiego w powstaniu styczniowym od maja do 14 września 1863.

## Życiorys
Pochodził z rodziny ziemiańskiej, był synem Józefa Taczanowskiego herbu Jastrzębiec i Katarzyny z Hersztopskich herbu Ogończyk. Kształcił się w poznańskim Gimnazjum św. Marii Magdaleny, następnie w szkole artylerii, którą ukończył w stopniu podporucznika. Po kilkuletniej służbie opuścił armię pruską na własną prośbę w 1846. Już wcześniej nawiązał kontakt ze spiskiem planującym powstanie w Wielkopolsce; po dymisji z wojska działał jako kurier powstańczy na południu Wielkopolski i wkrótce został aresztowany (12 lutego 1846) i osadzony w Forcie Winiary. Przebywał w więzieniu do grudnia 1847.
W 1848 uczestniczył w walkach powstańczych. Dowodził oddziałem artylerii pod Pleszewem; po rozbiciu powstańców ponownie trafił do więzienia, tym razem w twierdzy w Kostrzynie. Został zwolniony w marcu 1849 i wyjechał do Genewy, potem do Turynu i Rzymu. Walczył w szeregach armii republikańskiej Giuseppe Garibaldiego, był ranny, przebywał w niewoli francuskiej. Po zwolnieniu powrócił do Wielkopolski.
W okresie poprzedzającym wybuch powstania styczniowego przygotowywał potencjalnych uczestników walki zbrojnej poprzez Bractwo Kurkowe i Bractwo Jedności. Zaangażował się w walki powstańcze. Komitet Działyńskiego wyznaczył go na dowódcę jednego z oddziałów ochotniczych; Taczanowski przystąpił do jego organizacji w okolicach Pleszewa, ale został zaskoczony przez wojsko pruskie i rozbity w lesie sławoszewskim. Taczanowski zebrał część swoich żołnierzy oraz nowych ochotników i sformował kolejny oddział, z którym odniósł zwycięstwo pod Pyzdrami (29 kwietnia 1863) i zajął Koło. Został rozbity przez Rosjan 8 maja w bitwie pod Ignacewem. Pod koniec maja 1863 Rząd Narodowy mianował Taczanowskiego dowódcą wojsk województwa kaliskiego i mazowieckiego oraz awansował do stopnia generała. Prowadził walki ze zmiennym szczęściem, tocząc walki pod Łaskiem, Goszczanowem, Czepowem, Pęcherzewkiem, Sędziejowicami; pod Kruszyną został rozbity. Po klęsce wyjechał do Francji, potem do Turcji; bez powodzenia szukał tam poparcia dla pomysłu stworzenia polskich oddziałów walczących o niepodległość.
Wkrótce powrócił do Polski; mieszkał początkowo w Krakowie, a po amnestii władz pruskich powrócił do Wielkopolski i osiadł w swoim majątku w Choryni, gdzie mieszkał do końca życia. Z małżeństwa z Anielą z Baranowskich miał czterech synów (Stefana, Stanisława, Józefa, Władysława) i dwie córki (Katarzynę i Anielę).
Zmarł 14 września 1879 pochowany w Choryni. 1 listopada 1938 jego szczątki uroczyście przewiezione zostały przez Poznań i Kalisz, a dnia następnego do Warszawy i pochowane na Cmentarzu Wojskowym na Powązkach (kwatera C13-1-9).
Zmarli powstańcy 1863 roku zostali odznaczeni przez prezydenta RP Ignacego Mościckiego 21 stycznia 1933 roku Krzyżem Niepodległości z Mieczami.

## Upamiętnienie
- Od 2000 imię Edmunda Taczanowskiego nosi Szkoła Podstawowa w Biskupicach (woj. wielkopolskie, pow. koniński, gm. Grodziec), znajdująca się w eklektycznym dworze z połowy XIX wieku, który został wybudowany dla Taczanowskich.
- Od 2011 imię Edmunda Taczanowskiego nosi 103 Drużyna Starszoharcerska w Woli Książęcej (Hufiec ZHP Jarocin).